# Dallas Cowboys 1995
La stagione 1995 dei Dallas Cowboys è stata la 36ª della franchigia nella National Football League. La squadra vinse il quinto Super Bowl della sua storia e divenne la prima della storia a vincerne tre nell'arco di quattro anni.
Dopo avere vinto la propria division con un record di 12-4, i Cowboys sconfissero i Philadelphia Eagles nel divisional round, dopo di che batterono i Green Bay Packers nella finale della NFC al Texas Stadium. La squadra affrontò così i Pittsburgh Steelers al Sun Devil Stadium in Arizona raggiungendo i 49ers in cima alla classifica dei Super Bowl vinti, cinque. Dallas dominò nelle prime fasi della partita magli Steelers si ripresero e minacciarono i pesantemente favoriti Cowboys. Il cornerback Larry Brown, dopo la tragica perdita dal figlio Kristopher durante la stagione, fu nominato MVP del Super Bowl dopo avere messo a segno due intercetti sul quarterback degli Steelers Neil O'Donnell che chiusero la partita.

## Calendario

### Stagione regolare
| Avversario             |    |    | Risultato | TV Ora      | Pubblico |
| ---------------------- | -- | -- | --------- | ----------- | -------- |
| at New York Giants     | 35 | 0  | V         | ABC 9:00pm  | 77,454   |
| Denver Broncos         | 31 | 21 | W         | NBC 3:00pm  | 64,576   |
| at Minnesota Vikings   | 23 | 17 | V (DTS)   | TNT 7:00pm  | 60,088   |
| Arizona Cardinals      | 34 | 20 | V         | FOX 3:00pm  | 64,560   |
| at Washington Redskins | 23 | 27 | S         | FOX 12:00pm | 55,489   |
| Green Bay Packers      | 34 | 24 | V         | FOX 12:00pm | 64,806   |
| at San Diego Chargers  | 23 | 9  | V         | FOX 3:00pm  | 62,664   |
| Pausa                  |    |    |           |             |          |
| at Atlanta Falcons     | 28 | 13 | V         | FOX 12:00pm | 70,089   |
| Philadelphia Eagles    | 34 | 12 | V         | ABC 8:00pm  | 64,876   |
| San Francisco 49ers    | 20 | 38 | S         | FOX 3:00pm  | 65,180   |
| at Oakland Raiders     | 34 | 21 | V         | FOX 3:00pm  | 54,092   |
| Kansas City Chiefs     | 24 | 12 | V         | NBC 3:00pm  | 64,901   |
| Washington Redskins    | 17 | 24 | S         | FOX 3:00pm  | 64,866   |
| at Philadelphia Eagles | 17 | 20 | S         | FOX 12:00pm | 66,198   |
| New York Giants        | 21 | 20 | V         | FOX 3:00pm  | 64,400   |
| at Arizona Cardinals   | 37 | 13 | V         | ABC 8:00pm  | 72,394   |

### Playoff
| Turno            | Data      | Avversario              | Risultato |
| ---------------- | --------- | ----------------------- | --------- |
| Divisional       | 7/1/1996  | vs. Philadelphia Eagles | V 30-11   |
| NFC Championship | 14/1/1996 | vs. Green Bay Packers   | V 38-27   |
| Super Bowl XXX   | 28/1/1996 | vs. Pittsburgh Steelers | V 27-17   |

## Premi
- Larry Brown:

MVP del Super Bowl